# پریش سنت لندری (لوئیزیانا)
سنت لندری پریش (به انگلیسی: St. Landry Parish) یک قصبه در ایالات متحده آمریکا است که در لوئیزیانا واقع شده‌است.

## خصوصیات
سنت لندری پریش ۲٬۴۳۲٫۰۱ کیلومترمربع مساحت دارد.